# Cheilotheca khasiana
Cheilotheca khasiana är en ljungväxtart som beskrevs av William Jackson Hooker. Cheilotheca khasiana ingår i släktet Cheilotheca och familjen ljungväxter. Inga underarter finns listade i Catalogue of Life.